# منزل ضيائي
منزل ضيائي (بالفارسية: خانه آقازاده) هو منزل تاريخي يعود إلى عصر القاجاريون، ويقع في أردكان.